# 런던 리버
런던 리버(London River)는 알제리에서 제작된 라시드 부샤렙 감독의 2009년 드라마, 미스터리 영화이다. 브렌다 블레신 등이 주연으로 출연하였고 라시드 부샤렙 등이 제작에 참여하였다.

## 출연

### 주연
- 브렌다 블레신
- 소티귀 쿠야트

### 조연
- 프란시스 매지
- 사미 부아질라
- 로쉬디 젬
- 마크 베일리스
- 베르나르 블랑칸
- 오렐리 엘트베트
- 디빈 헨리

## 제작진
- 공동제작: 마티유 드 브라코니어
- 공동제작: 버트랜드 페이브리
- 라인프로듀서: 빅토리아 구돌